# Hans Pfeifer (Klarinettist)
Hans Pfeifer (* 7. Februar 1934 in Obersteinbach, heute Ortsteil von Markt Taschendorf; † 2. Dezember 2019) war Klarinettist unter anderem im Orchester der Bayreuther Festspiele und Professor für Klarinette.
Pfeifer studierte am Bayerischen Staatskonservatorium der Musik in Würzburg Klavier, Geige und Trompete, später Klarinette. 1956 wurde er Mitglied und ab 1964 Soloklarinettist des Pfalzorchesters Ludwigshafen, dem Vorgänger der heutigen Staatsphilharmonie Rheinland-Pfalz. Von 1972 bis 1992 wurde Pfeifer in das Orchester der Bayreuther Festspiele berufen.
Ab 1979 war Pfeifer Professor für Klarinette an der Musikhochschule Heidelberg/Mannheim. Er entwickelte den Sound der klassischen Klarinette weiter und gab das Wissen hierüber an eine große Anzahl heute bedeutender Orchester-Klarinettisten weiter. Pfeifer gründete 1971 das Jugendblasorchester Ludwigshafen und leitete es fünfundzwanzig Jahre lang.
1988 wurde er mit der Peter-Cornelius-Plakette des Landes Rheinland-Pfalz ausgezeichnet. 1989 erhielt er das Verdienstkreuz am Bande für seine Verdienste im Bereich Musikpflege und Musikpädagogik.